# Сваки дан чудо
Сваки дан чудо (чеш. Každý den zázrak) је књига прича чешког књижевника Бохумила Храбала (чеш. Bohumil Hrabal) објављена 1979. године у издању "Československý spisovatelа". Српско-хрватско издање књиге објавила је издавачка кућа "Веселин Маслеша" из Сарајева 1982. године, у преводу Николе Кршића.

## О аутору
Бохумил Храбал (28. март 1914, Брно, Чешка — 3. фебруар 1997, Праг), је један од најпознатијих чешких аутора. Дипломирао је право на Карловом универзитету али се никада није бавио правом. Радио је као продавац, у позоришту као радник на кулисама и статиста, као агент осигурања, трговачки путник, на пословима у фабрици и као канцеларијиски радник. Од 1963. године почиње да живи од писања, али је 1968. године осудио совјетску окупацију Чекословачке и то му доноси забрану објављивања до 1975. године. Најсрећније године Храбаловог стваралашта је у периоду од 1963. до 1969. године.

## О књизи
Храбал је после вишегодишње "тишине" која је изазвана догађајима у Чекословачкој 1968. године објавио три књиге прича Стрижено-скраћено, Свечаности висибаба и Радосна туга. Из тих збирки као и из збирке Перла са дна и Наклапала, сам аутор је саставио избор за књигу Сваки дан чудо.
Сваки дан чудо је књига прича у којима Бохумил Храбал приказује живот у свој његовој ширини. Његов поглед на живот је свеж и природан, са којим свет сагледава из јединствене перспективе, који је карактеристичан и за кратке приче овог избора. Храбалово главно интересовање првенствено је усмерено ка обичном човеку, према коме гаји симпатије, кога добро разуме и који му је близак. Ипак, није далеко ни од природе која га плени и фасцинира.
У причама се препушта и успоменама. Враћа читаоца у детињство и младост, у којима, очима дечака са школском торбом на леђима, сагледава дом из детињства и прошла времена. У његовим сећањима су и трагични догађаји из времена окупације, које касније замењују срећни и радосни тренуци ослобођења.
На крају књиге Храбал је о причама које су заступљене у овој збирци написао:

Мислим да што даље човјек корача животом све више осјећа потребу да се враћа у детињство, све више чезне да се врати у своје дјечачке представе и оствари оно о чему је као дјете размишљао, о чему је сањао. Затварајући свој круг застао сам код оних неколико година у основној школи кад сам знао да летим, а да нисам познавао законе летења, кад сам знао да закључујем прецизније него икад касније, кад сам лежао на књигама и стављао све на карту образовања. И тако сам у овим причама зауставио лијепе слике, слике које не старе, као што сам и ја у овој књизи остао онај исти дјечак у морнарском одјелцу и са торбом учења на леђима, дјечак стално окружен чврстим звоном свјести о неприхватању, увек суочен с тајном и зачуђен, запањен оним што се догађа око њега. И тако сам, док тјело одумире, схватио да је тај дјечак у мени не само мој домаћи учитељ, не само свјетлост у закашњелом сумраку, него и мјерило свих оних ствари на које ни умирање ни смрт немају никаквог утицаја.

Бохумил Храбал о причама у књизи

## Приче
Приче које су заступљене у књизи Сваки дан чудо:
- Досадно поподне
- Вечерњи курс
- Смрт господина Балтисбергера
- Прашке јаслица
- Барон Минхаузен
- Господин нотар
- Желите ли видети Праг?
- Погреб
- Дама с камелијама
- Дијамнтно око
- Романса
- У врту
- Луцинка и Павлинка
- Господин Метек
- Господин Ионтек
- Гозба
- Лампе
- Претпотопска забава
- Коса и бицикл
- Јачање мишића
- Лековите струје
- Пиварски димњак
- Моје кино
- Врела смола
- Скраћивање сукања
- Блистави гипс
- Један према десет
- Шишање
- Јавна расвета
- Кад је миш украо цуцлу
- Дан жалости
- Армагедон
- Жута птица
- Кум